# Langues papoues sud centrales
Les langues papoues sud centrales sont une proposition de famille de langues papoues parlées en Papouasie-Nouvelle-Guinée.

## Classification

### Wurm (1975)
La proposition des langues papoues sud centrales regroupe plusieurs familles de langues du Sud de la Papouasie. D'abord proposée par S. Wurm (1975) qui en faisait une branche de la famille hypothétique des langues Trans-Nouvelle-Guinée.

### Ross (2005)
Ross exclut l'ensemble papou sud central du trans-Nouvelle-Guinée et le réduit à trois groupes de langues, sur la base de la comparaison de leurs pronoms personnels. Haspelmath, Hammarström, Forkel et Bank rejettent cette proposition et maintiennent les différents membres proposées comme des familles de langues non apparentées entre elles. 

### Evans (2014)
Nicholas Evans estime que les éléments de comparaison sont trop minces pour valider l'idée de Ross et maintient l'existence séparée des trois familles de langues. Il pointe au contraire des ressemblances dans la morphologie et la typologie entre les langues morehead-maro et les langues trans-fly orientales.

## Liste des langues
Les trois familles incluses par Ross dans les langues papoues sud centrales sont les suivantes :
- langues bulaka river
- langues morehead-maro
- langues pahoturi